# Puspahiang (plaats)
Puspahiang is een bestuurslaag in het regentschap Tasikmalaya van de provincie West-Java, Indonesië. Puspahiang telt 4446 inwoners (volkstelling 2010).